# Haglunda
Haglunda är en bebyggelse söder om Vängsjön i Gottröra socken i Norrtälje kommun. Från 2015 avgränsar SCB här en småort.